# Serica clypealis
Serica clypealis är en skalbaggsart som beskrevs av Leon Fairmaire 1899. Serica clypealis ingår i släktet Serica och familjen Melolonthidae.
Artens utbredningsområde är Madagaskar. Inga underarter finns listade i Catalogue of Life.